# Peter Pumm
Peter Pumm (ur. 3 kwietnia 1943 w Wiedniu) – austriacki piłkarz występujący na pozycji obrońcy.

## Kariera klubowa
Pumm karierę rozpoczynał w 1961 roku w zespole 1. Simmeringer SC. Występował tam do 1964 roku, a potem przeszedł do Wackera Innsbruck. W 1967 roku, a także w 1968 roku wywalczył z nim wicemistrzostwo Austrii. W 1968 roku przeniósł się też do niemieckiego Bayernu Monachium. W Bundeslidze zadebiutował 17 sierpnia 1968 w wygranym 2:0 meczu z 1. FC Kaiserslautern. W 1969 roku Pumm zdobył z Bayernem mistrzostwo RFN oraz Puchar RFN. 12 września 1969 w wygranym 3:0 spotkaniu z Borussią Dortmund strzelił pierwszego gola w Bundeslidze. W 1970 roku, a także rok później wywalczył z zespołem wicemistrzostwo RFN. W 1971 roku wygrał z nim też rozgrywki Pucharu RFN.
W tym samym roku Pumm wrócił do Austrii, gdzie został graczem klubu Alpine Donawitz. W 1974 roku spadł z nim z Bundesligi do Erste Ligi. W 1975 roku przeszedł do pierwszoligowego SSW Innsbruck, wcześniej noszącego nazwę Wacker Innsbruck. W 1977 roku, po zdobyciu z nim mistrzostwa Austrii, Pumm zakończył karierę.

## Kariera reprezentacyjna
W reprezentacji Austrii Pumm zadebiutował 9 października 1965 w przegranym 1:4 towarzyskim meczu z RFN. 10 czerwca 1972 w wygranym 2:0 pojedynku eliminacji Mistrzostw Świata 1974 ze Szwecją strzelił swojego jedynego gola w kadrze. W latach 1965–1973 w drużynie narodowej rozegrał 19 spotkań.